# Ignacio Ramón Ferrín Vázquez
Ignacio Ramón Ferrín Vázquez född 30 augusti 1943 i Vigo, Spanien, en Venezuelan astronom.
Minor Planet Center listar honom som I. R. Ferrin och som upptäckare av 9 asteroider.

## Asteroider upptäckta av Ignacio Ramón Ferrín Vázquez
| 38628 Huya                              | 10 mars 2000    |
| 127870 Vigo [A]                         | 24 mars 2003    |
| 128166 Carora [A]                       | 27 augusti 2003 |
| 149528 Simónrodríguez [A]               | 24 mars 2003    |
| 159776 Eduardoröhl [A]                  | 2 maj 2003      |
| 161278 Cesarmendoza [A]                 | 24 mars 2003    |
| 189310 Polydamas                        | 3 januari 2006  |
| 196476 Humfernandez [A]                 | 2 maj 2003      |
| 201497 Marcelroche [A]                  | 2 maj 2003      |
| Upptäckt tillsammans med: A Carlos Leal |                 |